# Meijin (jeu de go)
Cet article ne doit pas être confondu avec celui concernant le titre de Meijin en lui-même.
Au jeu de go, le titre de Meijin (名人, littéralement « homme brillant ») était historiquement attribué au meilleur joueur de son temps, à l'époque d'Edo ; dix joueurs reçurent cette distinction. Le tournoi Meijin est un tournoi moderne de jeu de go dont le vainqueur, en plus d'une forte somme d'argent, reçoit le titre de Meijin. Ce titre  est, avec le Kisei et le Honinbo, l'un des titres japonais les plus importants au jeu de go. Il a pour équivalent le Myungin en Corée du Sud et le Mingren en Chine.

## Histoire
Le titre de Meijin vient d'une partie jouée par le premier Hon'inbō, Sansa.  Le seigneur de guerre Oda Nobunaga, le voyant jouer un coup particulièrement brillant,  s'exclama « Meijin ! ».  Ce qualificatif fut désormais appliqué au plus fort joueur de son époque.
Le titre de Meijin était attribué soit par accord des chefs des  principales écoles de go lorsqu'un joueur était indiscutablement au-dessus de ses contemporains, soit par une série de parties quand plusieurs candidats revendiquaient le titre. Un des joueurs devait alors prouver qu'il était, sans conteste, supérieur à tous ses rivaux. Dans le cas contraire, le titre de Meijin était laissé vacant (ce qui était courant).
Le plus souvent porté par des membres de l'école Hon'inbō, il fut également attribué à quelques membres des écoles Yasui et Inoue, et systématiquement accompagné du grade de 9e dan, qui ne pouvait être donné à aucun autre joueur (16 joueurs 8e dan reçurent le titre de Jun-Meijin, c'est-à-dire demi-Meijin).
Le titre historique de Meijin disparaît en 1940 avec son dernier détenteur, Hon'inbō Shūsai. À partir de 1962, le titre Meijin est porté par le vainqueur du  tournoi du même nom au Japon. L'attribution annuelle d'un titre jusqu'alors réservé à des joueurs d'un talent exceptionnel a été mal acceptée à l'époque.

### Meijin Go-dokoro
Le titre de Meijin était lié à celui de Go-dokoro, puisque seul un Meijin pouvait devenir Go-dokoro.
Le Go-dokoro était la plus haute autorité du monde du go ainsi que le professeur attitré du shogun. Il se retirait en général des parties officielles pour se consacrer à ses autres devoirs.
Le titre disparaît en 1868 avec la chute du gouvernement Togukawa. 

### Liste des Meijins historiques
| Rang | Joueur                | Années    |
| ---- | --------------------- | --------- |
| 1er  | Hon'inbō Sansa        | 1612–1623 |
| 2e   | Inoue Nakamura Dōseki | 1623–1630 |
| 3e   | Yasui Sanchi          | 1668–1676 |
| 4e   | Hon'inbō Dōsaku       | 1677–1702 |
| 5e   | Inoue Dosetsu Inseki  | 1708–1719 |
| 6e   | Hon'inbō Dōchi        | 1721–1727 |
| 7e   | Hon'inbō Satsugen     | 1767–1788 |
| 8e   | Hon'inbō Jōwa         | 1831–1839 |
| 9e   | Hon'inbō Shuei        | 1906–1907 |
| 10e  | Hon'inbō Shūsai       | 1914–1940 |

## Organisation
Le tournoi Meijin a été créé en 1968 et était sponsorisé par le journal Yomiuri shinbun. Depuis 1976, le tournoi est sponsorisé par le journal Asahi, avec une récompense de 36 000 000 ¥ pour le vainqueur et de 10 400 000 ¥ pour l'autre finaliste. Le Yomiuru Shinbun sponsorise depuis le tournoi du Kisei.
Le tournoi est ouvert aux joueurs professionnels de la Nihon Ki-in et de la Kansai Ki-in. Neuf joueurs s'affrontent chaque année dans une ligue, dont le vainqueur peut alors défier le tenant du titre. L'accession à la ligue se fait par un système de préliminaires, étagé suivant le classement des joueurs. Le premier préliminaire se déroule entre les joueurs classés de 1 à 4 dan. Les 6 vainqueurs peuvent alors participer au deuxième préliminaire, avec les joueurs de 5 à 9 dans. Les 18 vainqueurs de ce deuxième préliminaire peuvent alors participer au troisième et dernier préliminaire, avec les trois perdants de ligue de l'année précédente. Seuls les trois vainqueurs de ce dernier préliminaire peuvent rejoindre la ligue et y remplacer les trois perdants de l'année précédente. Ce système de préliminaires rend si difficile l'accès à la ligue, qu'il constitue en soi une réussite pour beaucoup de joueurs professionnels.
Les parties de préliminaires et de ligue se jouent avec un komi de 6,5 points. Le temps de réflexion par joueur est fixé à 5 heures avec un Byo-yomi d'une minute par coup.
Le titre lui-même est disputé entre le tenant du titre et le vainqueur de la ligue dans une série de 7 parties. Le temps de réflexion est étendu à 8 heures par joueur, et chaque partie se déroule donc sur deux jours consécutifs.

### Promotions des joueurs
Depuis 2003 les joueurs de la Nihon Ki-in peuvent recevoir des promotions en fonction de leurs résultats lors du tournoi Meijin.
- Promotion 7e dan : se qualifier pour la ligue.
- Promotion 8e dan : remporter la ligue.
- Promotion 9e dan : remporter le titre.

## Meijin honoraire
Le titre Meijin honoraire récompense les joueurs ayant remporté à de nombreuses reprises le tournoi du Meijin. Un joueur ou une joueuse remportant le titre cinq fois de suite deviendra Meijin honoraire au moment de sa retraite. S'il ou elle le remporte dix fois de suite, l'effet est immédiat. À ce jour, personne n'a réussi à obtenir ce titre immédiatement. La liste des Meijin honoraires est donnée ci-dessous.
- Cho Chikun : 5 victoires consécutives de 1980 à 1984 (9 au total).
- Kobayashi Koichi : 7 victoires consécutives de 1988 à 1994 (8 au total).

## Records

### Meijin historique
Le plus jeune joueur à avoir porté le titre de Meijin avant la création du tournoi est Hon'inbō Dōchi, à partir de 31 ans.

### Tournoi Meijin
Le plus jeune joueur à s'être qualifié pour la ligue du Meijin est Iyama Yuta à 17 ans et 10 mois le 25 octobre 2007 (pour l'édition 2008 du Meijin), battant le record établi l'année précédente par Ko Iso. Il remporte ensuite la ligue et devient aussi le plus jeune challenger.
Le plus jeune joueur à avoir remporté le tournoi du Meijin est également Iyama Yuta depuis le 15 octobre 2009 à l'âge de 20 ans et 4 mois. Il bat le record de 23 ans et 2 mois détenu par Rin Kaiho depuis 1965.
Le plus vieux joueur à avoir remporté le titre est Takagawa Kaku en 1968 à l'âge de 63 ans.
Le joueur à avoir remporté tournoi Meijin le plus grand nombre de fois est Cho Chikun avec 9 victoires.

## Dans la fiction
Dans le manga Hikaru no Go, le personnage de Toya Koyo est détenteur du titre de Meijin et est souvent appelé « Toya Meijin » par les autres personnages.